# Gaceta UNAM
La Gaceta de la Universidad Nacional Autónoma de México o Gaceta UNAM es una publicación bisemanal sobre actividades y eventos culturales, científicos, académicos, deportivos e institucionales de todas las dependencias y órganos de la UNAM (todas las instancias que forman parte de la Universidad). Se publica todos los lunes y jueves y se distribuye en todas las instalaciones de la UNAM (incluyendo las instituciones de media y superior incorporadas a la UNAM, Colegio de Ciencias y Humanidades y la Escuela Nacional Preparatoria) y en su página de Internet digitalizada. Fue fundada por el maestro Henrique González Casanova el 23 de agosto de 1954.
En 2014 cumplió 60 años de publicación, con más de 80 mil notas, 4 mil 627 de números, más de 60 millones de ejemplares distribuidos. En 2020, Gaceta UNAM cumplió 66 años de edición, con más de 90 mil notas, 5 mil 100 números y más de 65 millones de unidades impresas en su haber.
Para el 31 de julio del 2021, el periodista Juan Pablo Becerra-Acosta Molina, sustituyó a Hugo Huitrón Vera, cómo director general de la Gaceta UNAM.